# ایستگاه برق آبی نووسیبیرسک
ایستگاه برق آبی نووسیبیرسک (به لاتین: Novosibirsk Hydroelectric Station) یک نیروگاه برقابی در روسیه است که در منطقه شهری سووتسکی واقع شده‌است.